# PepitoTheCat
Pour les articles homonymes, voir Pépito (homonymie).
 (septembre 2023).
@PépitoTheCat est un compte Twitter exploité par un utilisateur français nommé Clément Storck qui envoie un message automatisé lorsque son chat, Pépito, quitte ou revient chez lui. Un appareil surveille les mouvements de Pépito à travers une chatière. Le compte envoie un message indiquant « Pépito is out » (Pépito est sorti) s'il détecte son départ ou « Pépito is back home » (Pépito est de retour à la maison) s'il revient, accompagné d'une photo et d'un horodatage. Depuis que Storck a créé le compte en 2011, il a rassemblé plus de 768 000 abonnés.

## Historique
Pépito est un chat noir appartenant à Clément Storck, un ingénieur logiciel qui vit à Paris. Il est né en 2007 de l'animal de compagnie d'un des amis de Storck et a été offert à Storck à l'âge de quatre mois,.
Storck a créé un site Web appelé PushingBox qui peut être utilisé pour envoyer des notifications déclenchées par des événements réels, tels que l'ouverture d'une porte ou la le son d'une sonnette. En juillet 2011, il a utilisé le même logiciel pour créer un compte Twitter automatisé appelé @PepitoTheCat. Storck a utilisé un appareil pour détecter quand Pépito avait utilisé la chatière et y a placé une caméra de surveillance. Le compte envoie un message indiquant « Pépito is out » (Pépito est sorti) s'il est détecté en train de le quitter ou  Pépito is back home » (Pépito est de retour à la maison) à son retour, accompagné d'une photo et d'un horodatage,. Après 2012, une chatière différente a été utilisée et le compte est passé du français à l'anglais. Lorsque Storck s'installe à Paris en 2015, Pépito reste chez ses parents. En novembre 2016, le compte comptait 18 000 abonnés. Dans les rares occasions où le compte n’est pas régulièrement mis à jour, ses abonnés ont fait part de leur détresse en ligne,.
Le 2 février 2023, le PDG de Twitter, Elon Musk, a annoncé qu'il ne prendrait plus en charge l'accès gratuit à l'interface de programmation d'applications (API) à partir du 9 février, sur laquelle s'appuient les développeurs tiers et les comptes automatisés. Cependant, Musk a envisagé de donner à des comptes automatisés inoffensifs un accès à la vérification après que Storck ait tweeté pour protester contre cette décision, . Le nombre d'abonnés au compte est passé de plus de 211 000 abonnés à cette époque à 565 000 en juillet,.